# Телугу
Те́лугу (తెలుగు, МФА: [ˈt̪eluɡu]) — дравідійська мова, поширена на півдні півострова Індостан, офіційна мова індійських штатів Андхра-Прадешу і Телангани. Також мовою розмовляють у сусідніх штатах Індії, Шрі-Ланці, країнах Африки, Близького Сходу і Океанії.
Розрізняють дві форми мови: архаїчну книжну (грантхіка) і сучасну загальновживану (в'явахарика). Виділяють 4 основні говори.

## Історія
Найстаріші пам'ятки датуються кінцем VI — початком VII століття н. е. Література на те́луґу сформувалася пізніше, ніж іншими дравідійськими мовами. Ранні пам'ятки джайнської літератури IX—XI ст. були знищені після затвердження в Андхра індуїзму, тож початок літературної традиції на телугу поклали поети, що творили в XI (Нанная Бхатта) і XIII століттях (Тікканга, Ерапрагада). Ними був перекладений на телугу класичний давньоіндійський епос Махабхарата (мовою те́лугу: Андхра Махабхарата). Андхра — це назва народу, що говорить те́луґу, і країни, де він проживає; зрідка цей термін використовується і як інша назва самої мови те́луґу. Оригінальні твори з'явилися в XIV столітті, а норми літературної мови сформувалися в XV—XVI століттях під впливом санскриту і пракритів — середньоіндійських літературних мов, що розвинулися під впливом санскриту.
Як і в інших дравідійських мовах, класичний літературний і розмовний варіанти телугу доволі розрізняються. Проте вже в поезії проповідників руху бхакті (в XII—XIII століттях, а потім в XV столітті) використовувалася розмовна мова, а в XIX столітті виник рух, лідером якого був письменник Г. Аппарао, що ставив за мету створення нової літературної мови, наближеної до розмовної. Багато в цьому напрямку зробили Кандукурі Вірешалінгам та Уннава Лакшмінараяна.
У XX столітті нова літературна мова зайняла домінуючі позиції в художній літературі та засобах масової інформації. З 1968 року функціонує «Академія телугу», що розробляє нормативну граматику нової літературної мови («в'явахарика»); тоді як стара книжна мова («грантхіка») застосовується лише в обмежених сферах — зокрема, в поезії.
Перша граматика телугу Шабдачінтамані («Талісман слів») була складена Наннайєю Бхаттою в XI столітті; сучасний етап у вивченні телугу почався в XIX столітті (граматика Ч. П. Брауна та інші роботи). Крім європейських фахівців, телугу активно вивчається індійськими вченими в університетах Гайдарабада, Тірупаті, Вішакхапатнама.

## Характерні риси
Характерні риси мови телугу: втрата давніх альвеолярних шумних і ретрофлексного сонанта, часте випадання кореневого голосного; розрізнювання в однині двох родів: чоловічого й нечоловічого.